# Castoraeschna tepuica
Castoraeschna tepuica är en trollsländeart som beskrevs av De Marmels 1989. Castoraeschna tepuica ingår i släktet Castoraeschna och familjen mosaiktrollsländor. Inga underarter finns listade i Catalogue of Life.